# Милорад Чавић
Милорад Чавић (Анахајм, 31. маја 1984) је српски пливач и освајач медаља на најзначајнијим такмичењима.

## Каријера
Чавић се као шеснаестогодишњак пласирао на Олимпијске игре у Сиднеју, на којима се такмичио у дисциплини 50 м слободно, али није оставио запаженији резултат.
Био је студент Универзитета Калифорније у Берклију, САД.
На Европском првенству у пливању у малим базенима у Даблину 12. децембра 2003. године оборио је светски рекорд (50,02) на 100 м. У периоду од 12. децембра 2003. до 26. марта 2004. био је носилац светског рекорда на 100 м делфин, када га је оборио Ијан Крокер. Ипак, Чавићев резултат се и данас води као европски рекорд. На истом такмичењу освојио је сребрну медаљу у трци 50 м слободним стилом.
На Олимпијским играма 2004. у Атини Чавић је лако прошао квалификације на 100 метара делфин. У полуфиналу му је због грешке на опреми ушла вода у купаћи костим, па је остао без медаље.
Због болова у леђима у марту 2006. је оставио пливање, али се вратио уз помоћ свог цимера. На Европском првенству у Хелсинкију у децембру 2006. године одбранио је титулу првака Европе у трци 100 м делфин, а освојио је и друго место у дисциплини 50 м слободно. На следећем Европском првенству у Дебрецину, 14. децембра 2007, одбранио је титулу првака Европе у истој дисциплини, са испливаним победничким временом 50,53 s, а 16. децембра освојио је и титулу првака Европе у дисциплини 50 метара делфин резултатом 22,89 s.
На Европском првенству у Ајндховену у марту 2008, Чавић је освојио златну медаљу у дисциплини 50 m делфин стилом, оборивши два пута у два дана европски рекорд. Европска пливачка федерација је Чавића дисквалификовала са даљег такмичења у Ајндховену, укључујући и трку на 100 м делфином, зато што је приликом примања медаље носио мајицу са натписом „Косово је Србија“. Међутим, дисквалификација је суспендована и признат му је рекорд, али је ПСС, због исказивања политичког уверења, што је по ЛЕН правилима забрањено платио казну у висини од 7.000 €.
На Олимпијским играма 2008. у Пекингу, Чавић је учествовао у тркама 100 m слободно и 100 м делфин. У четвртфиналу у дисциплини 100 м слободно заузео је друго место у својој квалификационој групи, оборивши државни рекорд. Ипак, одустао је од полуфинала да би се сачувао за дисциплину 100 м делфин. 14. августа Чавић је оборио олимпијски рекорд у дисциплини 100 м делфин, завршивши испред Мајкла Фелпса, а такође је забележио и најбоље време у полуфиналу. Дана 16. августа 2008. Чавић је освојио сребрну медаљу у трци на 100 м делфин. Чавић је већи део трке био убедљиво први, али је изгубио од Фелпса за једну стотинку под сумњивим околностима. Чавић је, у ствари, победио Фелпса, али наводно није довољно јако притиснуо Омегин тастер на крају.
На крају године је добио златну значку Спорта, награду за најбољег спортисту у Србији.
На Светском првенству у Риму је освојио златну медаљу на 50 m делфин са временом 22,67 s и рекордом светских шампионата, као и сребро на 100 м, отпливавши лични, државни и европски рекорд 49,95 s, што је друго најбоље време на свету и једино, поред светског рекорда испод 50 секунди. У полуфиналној трци је поставио светски рекорд, који је држао само један дан.
Такмичења у 2010. години је пропустио због операције кичме.
Чавић је 26. маја 2012. освојио златну медаљу на Европском првенству у Дебрецину у Мађарској на 100м делфин поставивши најбоље светско време у 2012. години и рекорд шампионата 51,45. На Олимпијским играма у Лондону је био део српске штафете у дисциплини 4х100 м слободно, а на 100 м делфин је у финалу заузео четврто место. Након игара је завршио пливачку каријеру.
Олимпијски комитет Србије (и Црне Горе) га је проглашавао за мушког спортисту године три пута, 2003, 2008. и 2009, а 2008. године је од Спортског савеза Србије примио "мајску награду".
Чавићев млађи брат Данијел Чавић је кошаркаш.
Званично је завршио пливачку каријеру 24. августа 2012. године.

## Резултати на значајнијим такмичењима
2001.
- Светско првенство у пливању 2001.
  - 50 м слободно, 25. место - 22,98
  - 50 м делфин, 27. место - 24,79
  - 100 м делфин, 27. место - 54,71
- Европско јуниорско првенство у пливању 2001.
  - 50 м делфин, 2. место
  - 100 м делфин, 1. место

2003.
- Светско првенство у пливању 2003.
  - 50 м слободно, 28. место - 22,95
  - 100 м слободно, 8. место - 49,65; 49,54 (7;пф) државни рекорд; 49,68 (12;квал.)
- Европско првенство у пивању 2003. (базен 25 м)
  - 50 м слободно, 2. место - 21,49 државни рекорд
  - 100 м делфин, 1. место - 50,02 светски рекорд

2004.
- Олимпијске игре Атина 2004.
  - 50 м слободно, 31. место - 23,05
  - 100 м слободно, 19. место - 49,74
  - 100 м делфин, 16. место - 52,44 (4;квал.), 53,12 (пф.)

2005.
- Светско првенство у пливању 2005.
  - 50 м делфин, 10. место - 24,03 (пф), 24,22 (16;пф)
  - 100 м делфин, 10. место - 53.06 (пф), 53,07 (4;квал.)

2006.
- Европско првенство у пливању у малим базенима 2006.
  - 50  слободно, 2. место 21,60
  - 100  делфин, 1. место - 50,63

2007.
- Светско првенство Мелбурн 2007.
  - 50 м делфин, 6 место са државним рекордом 23,70 (државни рекорд је обарао и у квалификацијама и у полуфиналу)
  - 100 м делфин, 6. место - 52,53. Најбоље је пливао у квалификацијама, када је оборио државни рекорд 51,70. Са тим резултатом у финалу би био трећи.
- Европско првенство у пливању у малим базенима 2007.
  - 100 м делфин, 1. место - 50,53
  - 50 м делфин, 1. место - 22,89

2008.
- Европско првенство у пливању 2008.
  - 50 м делфин, 1. место - 23,11 европски рекорд (други најбољи светски резултат свих времена)
- Олимпијске игре Пекинг 2008.
  - 100 м делфин, 2. место - 50,59 (европски рекорд)
- Европско првенство у пливању у малим базенима 2008.
  - 100 м делфин 1. место - 49,19 (европски рекорд)

2009.
- Светско првенство Рим 2009.
  - 50 м делфин, 1. место - 22,67 (рекорд светских шампионата)
  - 100 м делфин, 2. место - 49, 95 - европски рекорд (други најбољи светски резултат свих времена)

2011.
- Светско првенство Шангај 2011.
  - 50 м делфин, 12. место - 23,59
  - 100 м делфин, 18. место - 52, 67

2012.
- Европско првенство Дебрецин 2012.
  - 50 м делфин, 5. место - 23,63
  - 100 м делфин, 1. место - 51,45 - (рекорд европских шампионата)
- Олимпијске игре Лондон 2012.
  - 4х100 м слободно, 13. место - 3:18,79 (у својој деоници 48,61)
  - 100 м делфин, 4. место - 51,81

## Државни рекорди у пливању
- базен 25 м

| Дисциплина     | Резултат | Место    | Датум              |
| 50 м слободно  | 21,49    | Даблин   | 11. децембар 2003. |
| 100 м слободно | 47,90    | Ђенова   | 23. новембар 2007. |
| 50 м делфин    | 22,89    | Дебрецин | 16. децембар 2007. |
| 100 м делфин   | 49,19    | Ријека   | 12. децембар 2008. |

- базен 50 м

| Дисциплина     | Резултат | Место  | Датум             |
| 50 м слободно  | 22,29    | Мисури | 16. фебруар 2008. |
| 100 м слободно | 48,15    | Пекинг | 13. август 2008.  |
| 50 м делфин    | 22,67    | Рим    | 26. јул 2009.     |
| 100 м делфин   | 49,95    | Рим    | 1. август 2009.   |